# Nino Ferrer
Nino Agostino Arturo Maria Ferrari, známý jako Nino Ferrer (15. srpna 1934 Janov – 13. srpna 1998 Saint-Cyprien), byl italsko-francouzský zpěvák a textař.

## Život a kariéra
Nino Ferrer se narodil 15. srpna 1934 v Janově, Itálii, ale své rané dětství prožil v Nové Kaledonii (francouzské zámořské teritorium v jihozápadním Tichém Oceánu), kde jeho otec pracoval jako inženýr. Jezuitská škola v Janově a později v Paříži v něm zanechala celoživotní averzi vůči kostelům. Od roku 1947 studoval mladý Nino na Sorbonně etnologii a archeologii, zajímal se také o hudbu a malování.
Po dokončení studií Ferrer začal cestovat po světě a pracoval na nákladní lodi. Po návratu do Francie propadá hudbě. Jeho vášeň pro jazz a blues ho vedla k hudbě Jamese Browna, Otise Reddinga a Raye Charlese. Začal hrát na kontrabas v neworleanském jazzovém Orchestru Billa Colemana. Na nahrávce se poprvé objevil v roce 1959, když hrál na basu na dvou singlech od Dixie Cats. Nápad na kariéru sólového zpěváka dostává od rhythm and bluesové zpěvačky Nancy Hollowayové, kterou doprovázel.
V roce 1963 nahrál svůj první singl Pour oublier qu'on s'est aimé. Na druhé straně desky byl singl C'est irréparable, který byl později přeložen pro italskou superstar Minu jako Un anno d'amore a stal se tak v roce 1965 velkým hitem. Později, v roce 1991, zazpíval tento hit španělský zpěvák Luz Casal pod názvem Un año de amor pro film režiséra Pedra Almodóvara Tacones Lejanos (Vysoké podpatky).
V roce 1965 přišel jeho první úspěch jako sólisty s písní Mirza. Následujícími hity jako Conichons a Oh! hé! hein! bon! si vydobyl pověst komediálního zpěváka. Jeho obrovský úspěch ho doslova uvěznil a Nino nemohl uniknout poptávce publika slyšet jeho hity. Začal tak žít hýřivým životem plným vína, žen a hudby, zatímco neustále vystupoval v televizi, divadlech a na turné.
V roce 1967 dosáhl v Itálii největšího úspěchu s písní La pelle nera (francouzská verze je Je voudrais être un noir – Chci být černochem).
La pelle nera následovaly další Italské písně podobného stylu. Ferrer se také dvakrát objevil na hudebním festivalu v Sanremo (v roce 1968 a 1970). V roce 1970 se vrátil do Francie.
Několik měsíců po smrti své matky, 13. srpna 1998, dva dny před svými 64 narozeninami si z domu vzal svou zbraň a vydal se na posekané pole kousek od sousední vesnice. V poli si lehl a prostřelil si hruď. Jeho žena Kina, se kterou měl dvě děti, ohlásila událost policii, když doma našla dopis na rozloučenou.

## Diskografie

### Studiová alba
- 1966: Enregistrement public
- 1967: Nino Ferrer
- 1969: Nino Ferrer
- 1972: Métronomie
- 1972: Nino Ferrer and Leggs
- 1974: Nino and Radiah
- 1975: Suite en œuf
- 1977: Véritables variétés verdâtres
- 1979: Blanat
- 1981: La carmencita
- 1982: Ex-libris
- 1983: Rock n'roll cow-boy
- 1986: 13e album
- 1993: La désabusion
- 1993: La vie chez les automobiles

### Živá alba
- 1970: Rats and Rolls
- 1995: Concert chez Harry

### Ostatní singly
- 1963 Pour oublier qu'on s'est aimé ; Souviens-toi / C'est irréparable ; 5 bougies bleues
- 1964 Ferme la porte ; Je reviendrai / Oh ! Ne t'en va pas ; Ce que tu as fait de moi (Nino Ferrer et les Jubilées)
- 1964 Les Dolly Brothers (Nino sings on Hello, Dolly! Though he isn’t credited.
- 1965 Viens je t'attends ; Au bout de mes vingt ans / Jennifer James ; Tchouk-ou-tchouk
- 1966 Mirza ; Les cornichons / Il me faudra… Natacha ; Ma vie pour rien
- 1966 Le monkiss de la police ; Monkiss est arrivé / Avec toi j'ai compris le monkiss ; Y'a que toi monkiss (Nino ferrer et les Gottamou)
- 1966' 'Alexandre ; Oh ! hé ! hein ! bon ! / Le blues des rues désertes ; Longtemps après
- 1966 Je veux être noir ; Si tu m'aimes encore / La bande à Ferrer (parts 1 & 2)
- 1967 Le téléfon ; Je cherche une petite fille / Madame Robert ; Le millionnaire
- 1967 Mao et Moa ; Je vous dis bonne chance / Mon copain Bismarck ; N-F in trouble
- 1968 Le roi d'Angleterre ; Il me faudra… Natacha / Les petites jeunes filles de bonne famille ; Monsieur Machin
- 1968 Mamadou Mémé ; Œrythia / Les yeux de Laurence ; Non ti capisco più
- 1969 Je vends des robes ; La rua Madureira / Tchouk-ou-tchouk ; Le show-boat de nos amours
- 1969 Agata ; Un premier jour sans toi / Justine ; Les hommes à tout faire
- 1970 Oui mais ta mère n'est pas d'accord / Le blues anti-bourgeois
- 1970 Viens tous les soirs / L'amour, la mort, les enterrements
- 1971 Les Enfants de la patrie / La Maison près de la fontaine
- 1975 Le Sud / The garden (CBS) appears only on post-1982 re-releases of the album Nino and Radiah
- 1975 Alcina de Jesus / Les morceaux de fer (CBS)
- 1976 Chanson pour Nathalie / Moon (CBS)
- 1978 Joseph Joseph / L'Inexpressible (CBS)
- 1981 Pour oublier qu'on s'est aimé / Michael et Jane (WEA)
- 1982 Semiramis / Micky Micky  (WEA)
- 1983 Il pleut bergère / Blues des chiens (WEA)
- 1986 L'arche de Noé : Création ; Chita Chita / L'arche de Noé
- 1989 La Marseillaise / Il pleut bergère (Barclay) - (the second track was recorded with the townsfolk of his home village)